# Alnarps slott
Alnarps slott är ett slott i Alnarp i Lomma socken i Lomma kommun, cirka 1 mil norr om Malmö. Slottet uppfördes 1859–1862 i fransk renässans-stil (nyrenässans). Här finns Sveriges lantbruksuniversitets trädgårdscentrum, och landets största trädgårdsbibliotek. Alnarpsparken har landets näst största samling vad gäller arter och varieteter av träd och buskar. I den östra delen av campusområdet ligger Alnarps Rehabiliteringsträdgård, där kunskap utvecklas om hur vila och aktiviteter i trädgård och natur kan användas i behandling och rehabilitering av bland annat personer som drabbats av stressrelaterad mental ohälsa, såsom utmattningssyndrom och depression.

## Historia
Godset var ursprungligen ett danskt adelsgods. Vid Roskildefreden ägdes det av Lunds stift. Det var därefter löneförmån åt guvernörerna i Skåne och senare åt landshövdingarna i Malmöhus län och 1862 blev det Alnarps lantbruksinstitut. Slottet, ritat av dansken Ferdinand Meldahl, grundlades den 11 april 1859 av Oscar I, byggdes av alnarpstegel (Alnarp hade ett eget tegelbruk åren 1860-1873) som huvudbyggnad till lantbruksinstitutet och invigdes den 14 maj 1862.. 
1877 uppfördes en ny skolbyggnad ritad av Helgo Zettervall. År 1903 fick institutet namnet Alnarps lantbruks- och mejeriinstitut eftersom även mejeriutbildning tillkommit, och på grund av trädgårdsutbildningen blev det namnbyte återigen 1933 till Alnarps lantbruks-, mejeri- och trädgårdsinstitut. 1974 upphörde institutet och uppgick helt i Lantbrukshögskolan. 2004 bildade Alnarp en egen fakultet inom Sveriges Lantbruksuniversitet.